# Дълбочина на цвета
Дълбочина на цвета е термин в компютърната графика, означаващ количеството битове (обем памет), което се използва за съхранение и представяне на цвета при кодирането на един пиксел от растерна графика или видеоизображение.
Често се изразява с единицата бит на пиксел (на английски: bits per pixel, bpp).

## Монохромни изображения
Монохромните изображения се кодират с помощта на едномерна скала на яркостта. Обичайно това е съвкупност от черно, оттенъци на сивото и бяло, но могат да се използват и други комбинации: например, монохромните монитори в зората на развитието на изчислителната техника използват зелен или оранжев цвят на черен фон вместо бял.
- 1-битова скала на яркост (21 = 2 степени): бинарно изображение
- 2-битова скала на яркост (22 = 4 степени): видеорежим NeXTstation
- 8-битова скала на яркост (28 = 256 степени): достатъчна за адекватно представяне на черно-бели снимки
- 16-битова скала на яркост (216 = 65536 степени): използва се в астрофотографията

## Индексирани цветове и палитри
Изображението се кодира с помощта на дискретен набор от цветове, всеки от които се описва с помощта на палитра (ограничен брой основни цветове се комбинират помежду си и на всеки пиксел в изображението се приписва числова стойност, съдържаща информация за цветовете в него).
- 1-битов цвят (21 = 2 цвята): бинарен цвят, най-често се представя с черен и бял цвят (или черен и зелен)
- 2-битов цвят (22 = 4 цвята): CGA
- 3-битов цвят (23 = 8 цвята): множество остарели персонални компютри с TV-изход
- 4-битов цвят (24 = 16 цвята): известен като EGA и по-малко като как VGA- стандарт с висока разделителна способност
- 5-битов цвят (25 = 32 цвята): Original Amiga chipset
- 6-битов цвят (26 = 64 цвята): Original Amiga chipset
- 8-битов цвят (28 = 256 цвята): остарели Unix-работни станции, VGA с ниска разделителна способност, Super VGA
- 12-битов цвят (212 = 4096 цвята): някои системи на Silicon Graphics и Color NeXTstation.
- 24-битов цвят (224 = 16 777 216 цвята, нарича се реален цвят (на английски: TrueColor), приятен е за възприемане от човешкото око и се приближава към цветовете на реалния свят. В цветовия модел RGB 24-битовият цвят използва по 8 бита за представяне на червено, синьо и зелено. За всеки от трите са възможни 28 = 256 различни стойности, или всичко 16 777 216 (256×256×256). В системите Macintosh се нарича („millions of colors“). Човешкото око може да различи до 10 милиона цвята.[1]

## Реални цветове (True color)
С увеличаване на количеството битове при представянето на цвета, количеството възможни цветове става непрактично голямо за цветовите палитри, тъй като изисква много памет (например 20-битова дълбочина на цвета изисква повече памет за палитрата, отколкото за самите пиксели на изображението). На практика обикновено се кодират яркостите на модела RGB, т.е. червен, зелен и син цвят.
„32-битовият цвят“ е пример за неправилна употреба на термина за описване на дълбочина на цвета, защото на практика това е 24-битов цвят с допълнителен 8 битов канал, който или е запълнен с нули и не влияе на цвета, или задава прозрачността на изображението за всеки пиксел. При него съществуват 16 777 216 цвята и 256 степени на прозрачност
Цветовият модел CMYK също използва 32-битово представяне на цвета (по 8 бита за синьо, пурпурно, жълто и черно).